# 쓰쿠모가미

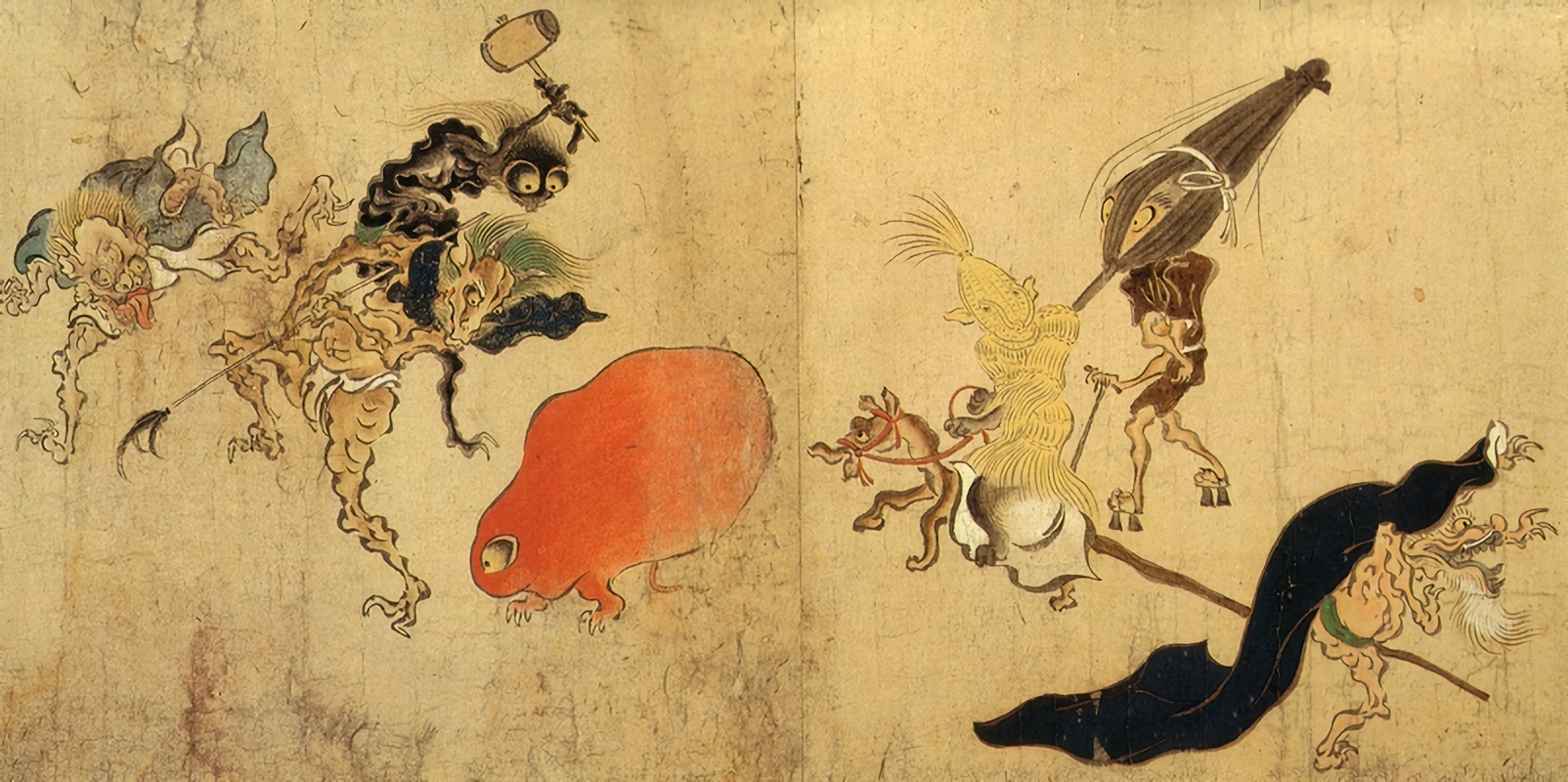
무로마치 시대 《백귀야행 그림첩》(작자불명). 짚신, 지팡이, 우산, 흑의의 쓰쿠모가미가 그려져 있다.

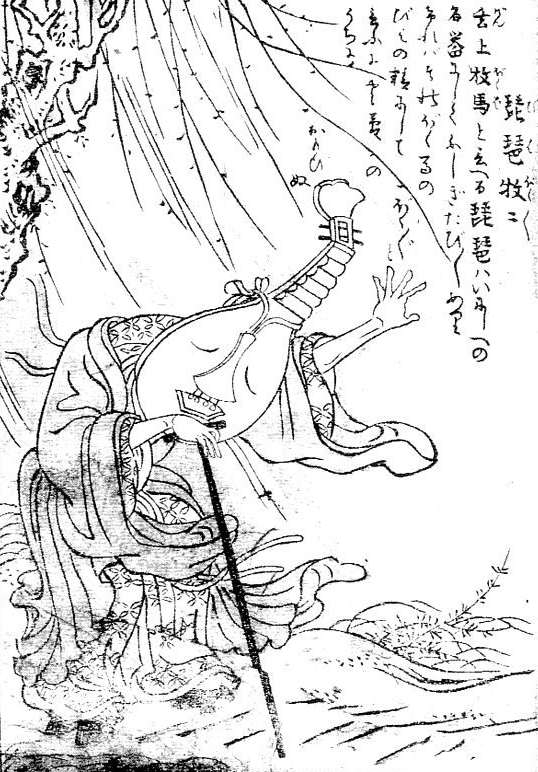
토리야마 세키엔《백기도연대》의 〈비와보쿠보쿠〉

쓰쿠모가미(일본어: 付喪神)는 일본에 전해져 내려오는 민간신앙으로 시간이 지나 오래된 물건에 신이나 정령이 깃든 것들의 총칭이다.

## 개요
쓰쿠모의〈付喪〉는 아테지로 바른 것은 〈九十九〉이다. 이 구십구는 〈오랜 시간(99년)이나 경험〉〈여러 다양한 만물(99종류)〉등을 상징하며, 또한 神 대신에 髪(둘다 발음이 가미로 같다.)를 붙여 九十九髪이라고 쓰이는 경우도 있는데, 〈발(髪)〉은 〈백발〉을 가리키며, 마찬가지로 오랜 시간이나 경험등을 뜻한다. 즉 쓰쿠모가미란 〈여러 가지 다양한 만물이 오랜시간이나 경험을 거쳐 신에 이른 물건〉이란 뜻이다.

## 배경
일본의 고신도(古神道)에서는 고대부터 삼라만상에 야오요로즈의 신이 깃든다는 애니미즘적인 세계관이 정착하여, 그 특징 중의 하나로 〈카미사비〉라는 말이 오래전부터 쓰였으며, 오랫동안 살아온 것이나, 오래된 것은 그만큼 신성하며 성스러운 것이라 여겨졌었다. 구체적인 것으로, 히모로기나 이와쿠라 신앙이 있으며, 오래된 거목이나 돌에 신이 깃들어 있다고 여겨 금줄을 둘러 그것을 신체(神體)로 믿고 있다.
쓰쿠모가미가 깃드는 의체도 삼라만상이며, 인공적인 물건(도구)나 건축물 외에도, 동식물이나 자연의 산과 강에까지 이른다. 쓰쿠모가미는 반드시 사람에게 복을 가져다 주는 것만은 아니며 재앙을 초래하기도 하며, 요괴로 전해지는 것도 많다. 일본에는 쓰쿠모가미와 마찬가지로 만들어진 뒤 오랜 시간이 흘렀음에도 불구하고 건재한 물건이나 생물에는 영혼이 깃든다는 관습이나 가치관이 보편적이며, 신에게는 악함과 선함이 공존한다는 신도의 개념에 따라 그것들을 진정시키기 위해 지은 탑이나 무덤, 공양탑도 일본 각지에 다수 존재한다.